# 1571

## أحداث
- 23 أبريل: تأسيس مدينة غواراندا وتقع حاليا في الإكوادور.
- 4 أغسطس: تأسيس مدينة هوانكافليكا وتقع حاليا في بيرو.
- 15 أغسطس: تأسيس مدينة كوتشابامبا وتقع حاليا في بوليفيا.
- 11 يناير - منح النبلاء النمساويين حرية الدين.

## مواليد
- عباس الأول (صفوي)
- هاسيكورا تسونيناغا
- يوهانس كيبلر

## وفيات
- جون سيجسموند